# Myurium fragile
Myurium fragile là một loài Rêu trong họ Myuriaceae. Loài này được (Cardot) Broth. miêu tả khoa học đầu tiên năm 1909.